# Samson de Worcester

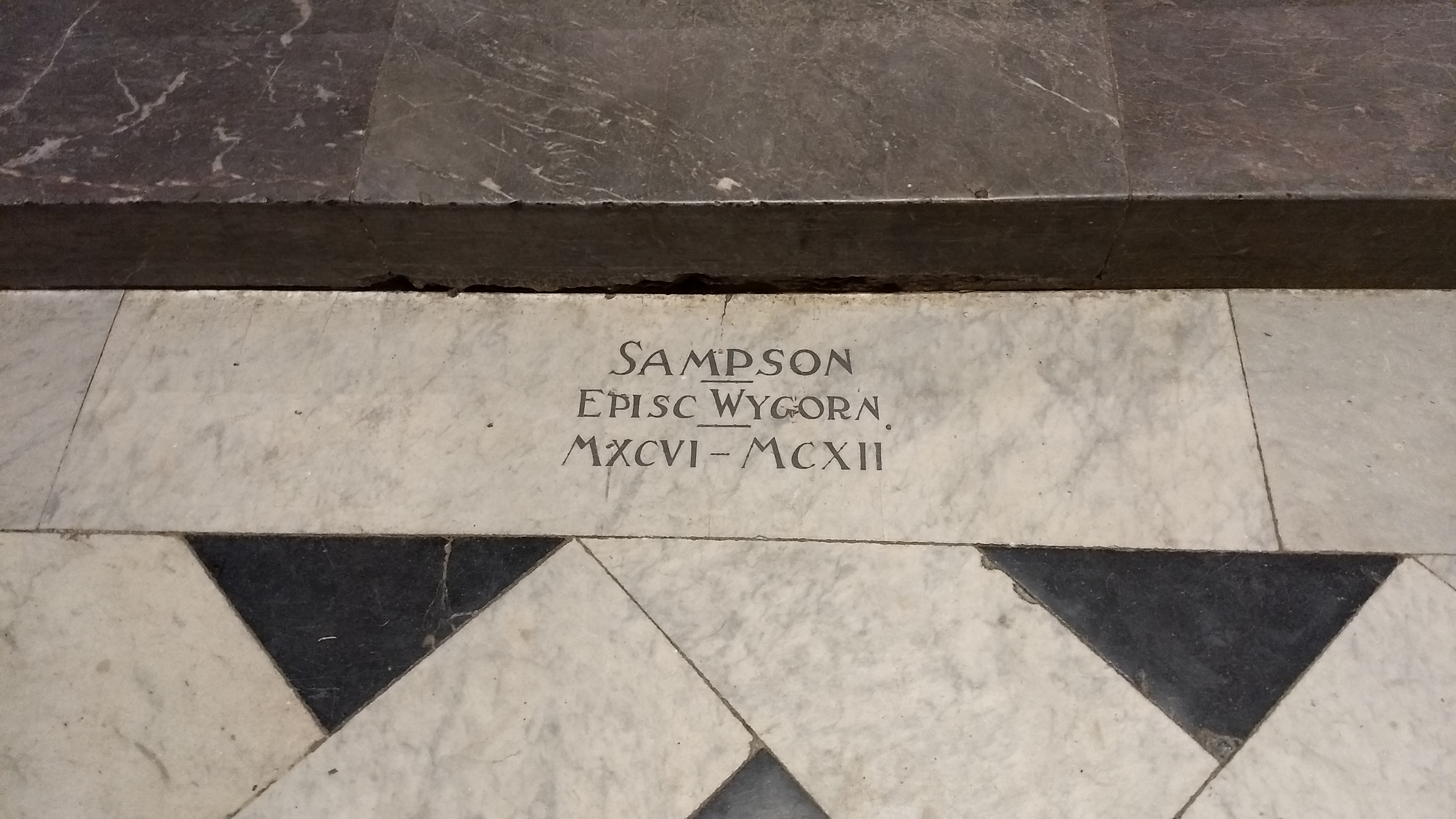
Pierre tombale à la cathédrale de Worcester.

Samson de Worcester († 1112), fut évêque de Worcester de 1096 à sa mort en 1112. On a cru qu'il était celui qui avait compilé le grand Domesday Book (1086), mais des études récentes ont montré que c'était très improbable.

## Biographie
Il est le fils d'Osbert, un prêtre, et de Muriel, tous deux aristocrates normands. C'est un membre de la famille de Douvres, une dynastie qui compte plusieurs ecclésiastiques de premier plan. Son frère Thomas de Bayeux († 1100) est par exemple archevêque d'York de 1070 à 1100. 
Il est un protégé de l'évêque Odon de Bayeux qui l'envoie étudier la philosophie à Liège. Il est ensuite présent à Angers aux côtés de Marbode, futur évêque de Rennes. Entré au service royal avant 1074, il est chapelain de Guillaume le Conquérant, puis de Guillaume le Roux. En 1081, ce dernier lui propose le siège épiscopal du Mans, mais il refuse avec pour excuse qu'il n'a pas eu une morale irréprochable.
En 1082, il est chanoine et trésorier de la cathédrale de Bayeux. En 1967, V. H. Galbraith a vu en lui le compilateur et le scribe du grand Domesday Book (dit aussi Exon Domesday), sur la base d'une correction faite sur une entrée concernant des terres lui appartenant à Templecomb (Somerset). Mais des études récentes ont démontré que c'était fort peu probable à cause d'erreurs sur d'autres entrées de terres lui appartenant.
Guillaume le Roux, qui a succédé à son père sur le trône anglais en 1087, le nomme évêque de Worcester en 1096. Il est consacré évêque par l'archevêque Anselme de Cantorbéry et son propre frère l'archevêque Thomas d'York le 8 juin 1096. Sa succession sur le siège épiscopal offre un contraste saisissant, et peut-être délibéré, avec son prédécesseur, le fameux Wulfstan de Worcester, canonisé en 1203. En effet, Samson a été ordonné prêtre à Lambeth le jour précédent, et il est marié. Bien que Guillaume de Malmesbury le décrive comme un « homme de la vieille école », il dit aussi de lui qu'il est particulièrement attaché aux plaisirs de la table.
Bien qu'il représente exactement le type d'ecclésiastiques vilipendés par les réformateurs grégoriens, il ne semble pas avoir été un mauvais évêque. Il assiste à la dédicace de l'église abbatiale de Gloucester en 1100, et en 1102 il est présent à Westminster au concile tenu par Anselme. Il entretient une correspondance avec Anselme, Yves de Chartres et Marbode de Rennes, et semble être à l'origine de la compilation de documents de Worcester connue par le cartulaire de Hemming. Malgré tout, il s'attire l'opprobre du monde clérical anglais en remplaçant les moines de Westbury par des chanoines séculiers.
Malgré son état ecclésiastique, l'évêque de Worcester eut deux fils et une fille :
- Thomas, archevêque d'York, qui succéda à son oncle
- Richard, évêque de Bayeux (1107-1133)
- Isabelle, maîtresse de Robert de Gloucester, le fils bâtard d'Henri Beauclerc

Il meurt le 5 mai 1112, et est inhumé dans la cathédrale de Worcester, aux pieds des marches qui mènent au chœur.

### Sources
- « Samson of Worcester », Christopher Tyerman, Who's Who in Early Medieval England, 1066-1272, Shepheard-Walwyn, 1996 (ISBN 0856831328), p. 46-47.
- Mary Bateson, « Samson (d. 1112) », révisé par Marios Costambeys, dans Oxford Dictionary of National Biography, Oxford University Press, 2004. Accédé en novembre 2008.